# Euphorbia skottsbergii
Espèce
Statut de conservation UICN

 VU B1ab(iii,iv,v) : Vulnérable
Synonymes
- Chamaesyce skottsbergii (Sherff) Croizat & O.Deg.[1]
- Euphorbia multiformis var. kapuleiensis O.Deg. & Sherff[1]
- Euphorbia skottsbergii var. audens Sherff[1]

Euphorbia skottsbergii est une espèce de plantes à fleurs de la famille des Euphorbiacées endémique d'Hawaï.

## Répartition et habitat
Cette espèce est présente uniquement sur les îles Oʻahu, Molokaʻi, Maui et Kahoʻolawe. On la trouve entre 5 et 200 m d'altitude, dans la végétation côtière et dans les formations arbustives sèches. Elle pousse uniquement sur des substrats calcaires.

## Liste des variétés
Selon Catalogue of Life (25 juillet 2017) :
- variété Euphorbia skottsbergii var. skottsbergii
- variété Euphorbia skottsbergii var. vaccinioides